# ОК Железничар Београд
ОК Железничар Београд је одбојкашки клуб из Београда, Србија. Клуб је део Спортског друштва Железничар и основан је 1948, а тренутно се такмичи у Првој лиги Србије.
Железничар је у сезони 2009/10. освојио 1. место у Првој лиги Србије и тако се после 36 година (1973/74) поново пласирао у елитни ранг, сада Суперлигу Србије. У сезони 2010/11. у Суперлиги је заузео 9. место и играо бараж за опстанак, али је ипак био бољи од Спартака Суботица и задржао суперлигашки статус. Сезону 2011/12. Железничар је завршио на осмом месту, док је у сезони 2012/13. заузео последње десето место и тако након три сезоне испао из Суперлиге.

## Успеси
- Прва лига Југославије
  - Првак (1): 1964.
  - Други (2): 1963, 1965.